# Stepan Jakovlevič Repninski
Stepan Jakovlevič Repninski (rusko Степан Яковлевич Репнинский), ruski general, * 27. december 1773, † 21. junij 1851.
Bil je eden izmed pomembnejših generalov, ki so se borili med Napoleonovo invazijo na Rusijo; posledično je bil njegov portret dodan v Vojaško galerijo Zimskega dvorca.

## Življenje
Leta 1776 je vstopil v Semjonovski polk; 1. maja 1788 je postal adjutant generala Bruca. 12. aprila 1792 je bil kot prvi major premeščen v Peterburški dragonski polk, s katerim se je udeležil bojev proti poljski konfederaciji. 
12. novembra 1798 je bil odstranjen iz vojaške službe, a je bil ob ustoličenju carja Aleksandra I. reaktiviran s činom polkovnika. 18. julija 1805 je postal poveljnik Ahtirskega huzarskega polka. S polkom se je udeležil bojev proti Francozom v letih 1805-07. Za zasluge je bil 12. decembra 1807 povišan v generalmajorja in 27. aprila naslednjega leta je postal poveljnik Tiraspolskega dragonskega polka. Z njim se je udeležil vojne proti Turkom ter patriotske vojne.
1. septembra 1814 je bil imenovan za poveljnik 2. brigade 2. konjeniške divizije in 26. septembra 1823 je postal poveljnik 2. dragonske divizije. 
12. decembra 1823 je bil povišan v generalporočnika, leta 1832 je postal predsednik vojaškega sodišča za Kijev, Podolsk in Volin. Za izjemno dobro opravljanje dolžnosti je bil 17. marca 1845 povišan v generala konjenice.